# Newbury Park (metrostation)
Newbury Park is een station van de metro van Londen aan de Central Line. Het metrostation, dat in 1903 is geopend, ligt in de plaats Newbury Park. In 1947 begon de dienstregeling op de Central Line.

## Geschiedenis

### Stoomtreinen
Het station werd geopend op 1 mei 1903 als onderdeel van een zijlijn van de Great Eastern Railway (GER) van Woodford naar Ilford via Hainault. Deze Fairlop Loop werd aangelegd met het idee dat de bouw van stations de woningbouw rond de stations zou aanjagen en daardoor klanten voor de voorstadsdiensten zou genereren. Hoewel dit idee elders, bijvoorbeeld in de Northern Heigths was opgegaan, was de Fairlop Loop een wisselend succes. In de jaren twintig was alleen een gebied pal ten oosten van Newbury Park behoorlijk bevolkt, maar verder naar het noorden moest de woningbouw nog beginnen. In 1923 werden de Britse spoorwegmaatschappijen in vier nieuwe bedrijven ondergebracht, zodoende werd de GER onderdeel van de London & North Eastern Railway (LNER). In 1933 werd het OV in Londen genationaliseerd in de London Passenger Transport Board (LPTB) waardoor de verschillende metrobedrijven in een hand kwamen. LPTB kwam met het New Works Programme 1935-1940 om knelpunten in het metronet aan te pakken en nieuwe woonwijken op de metro aan te sluiten. 
Omdat LNER geen geld had om de voorstadslijn te elektrificeren voorzag het New Works Programme in de integratie van de lijn in de Central Line. Door de integratie in de metro werd forensen bovendien een overstap bij Liverpool Street bespaard. Voor Newbury Park betekende dit dat de Fairlop Loop ten noorden van het station onderdeel zou worden van de metro en ten zuiden van het station een nieuwe metrotunnel via Redbridge zou komen voor de aansluiting op de Central Line bij Leytonstone.   

### Underground
In 1937 ontwierp architect Oliver Hill het opvallende busstation als onderdeel van het door LPTB beoogde geïntegreerde OV knooppunt. De ombouw tot metro begon in 1938 maar dat werd door het uitbreken van de Tweede  Wereldoorlog in 1939 opgeschort. De bouw van de metrotunnel tussen Leytonstone en Newbury park begon al in 1936 en tijdens de oorlog werd deze deels gebruikt als schuilkelder en deels als ondergrondse fabriek voor vliegtuigmunitie. Het werk voor de metro werd in 1945 hervat al werd de geplande ombouw van het station slechts deels uitgevoerd. In 1947 werd ten zuiden van het station de Ilfordboog opgebroken toen de rijtuigloodsen in Ilford werden uitgebreid. 
Op 29 november 1947 werden de diensten met stoomtractie bij Newbury Park gestaakt, een dag later werd een nieuw seinhuis geopend. Op 14 december 1947 werd de verlenging van de Central Line tot Newbury Park met een openingsceremonie bij Newbury Park in gebruik genomen. Deze ceremonie werd bijgewoond door Lord Ashfield, de voorzitter van LTPB,  en plaatselijke hoogwaardigheidsbekleders. De Fairlop Loop werd met de komst van de metro omgedoopt in Hainault Loop. Voor de dienstuitvoering, waarvoor destijds negen metrostellen nodig waren, werden vlak ten noorden van het station 9 opstelsporen aan de westkant van de lijn gebouwd. De lijn ten noorden van Newbury Park was geëlektrificeerd tot het nieuwe depot bij Hainault en werd aanvankelijk gebruikt voor de aan en afvoer van leeg materieel. Hierbij werd gereden tot Grange Hill waar werd gekeerd en het depot vanaf de noordkant kon worden binnengereden of verlaten. Er reed wel een pendeldienst voor het personeel tussen het depot en Newbury Park maar het seinstelsel was pas op 31 mei 1948 gereed voor normaal reizigersverkeer. 
Op 2 februari 1948 werden de zes metrostellen die tot dan toe geparkeerd waren bij Queensway, Marble Arch, Holborn, Liverpool Street en Leytonstone ondergebracht in depot Hainault. Op 31 mei 1948 werd het wagenpark van het depot uitgebreid tot 31 metrostellen en werden geen metro's meer gestald bij Newbury Park. Op 23 mei 1949 kwamen de opstelsporen weer ingebruik van maadag t/m zaterdag voor 8 metrostellen, hetgeen op 25 september 1949  tot 2 werd gereduceerd. Het busstation van Oliver Hill, werd op 6 juli 1949 geopend en ontving in 1951 de architectuurprijs van het Festival of Britain. Het personeelsverblijf uit 1947 werd gesloten op 2 november 1953 en op 30 januari 1955 werden zeven van de negen sporen opgebroken. In 1956 werd ook de Seven Kingsboog opgebroken en het spoorbed werd vervolgens gebruikt voor volkstuinen. Het voormalige tracé is nog terug te vinden door de drie verkeersbruggen van Vicarage Lane, Benton Road en Wards Road en het terrein tussen de tunnelmonden bij Newbury Park. 

### Goederenverkeer
Op 1 januari 1948 werden de Britse spoorwegen, waaronder LNER, genationaliseerd in British Railways die tot 1965 een goederendienst onderhield op de Hainault Loop. Deze ritten keerden tot 1965 op de goederensporen aan de westkant van het station. Door een ongeëlektrificeerd spoor naast de metrosporen kon ook het goederenstation bij Barkingside bereikt worden. Op 4 oktober 1965 staakte British Rail de goerendiensten tussen Temple Mills en Newbury Park en op 24 januari 1966 werden de resterende opstelsporen van de metro buitengebruikgesteld. Op 12 oktober 1969 verliet British rail het station waarop deze sporen werden opgebroken. Onderhoudstreinen van de Underground gebruikten het ongeëlektrificeerde spoor bij Newbury Park tot 1992. Ten noorden van het station werden de sporen herschikt bij overdracht naar London Underground, zodat de doorgaande sporen verder uit elkaar kwamen te liggen. Tussen de doorgaande sporen naar Barkingside kwamen twee opstelsporen. In verband hiermee werden de perrons afgekapt om ruimte te maken voor de wissels tussen de nieuwe sporen op het emplacement aan de noordkant. 

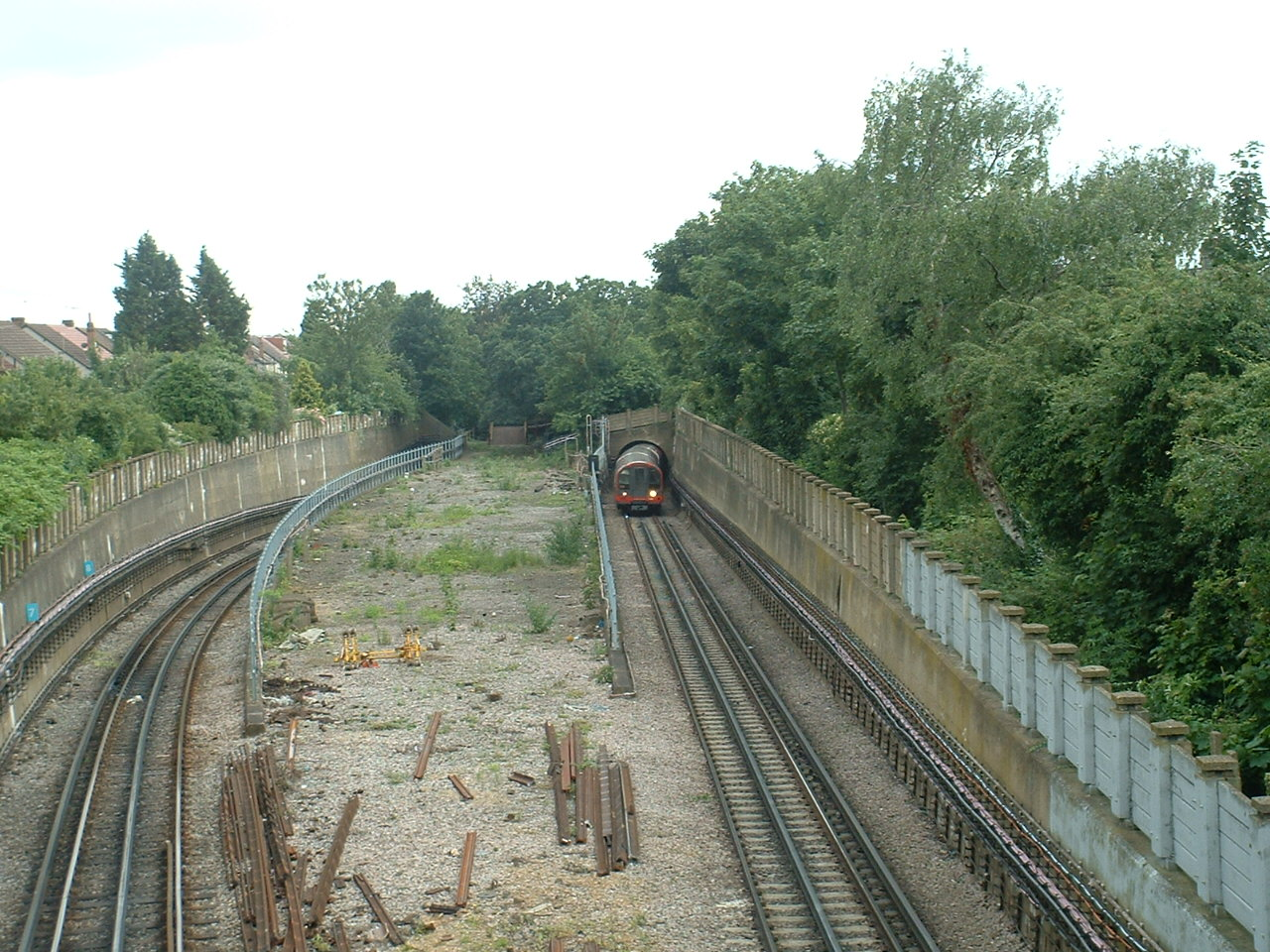
Het talud tussen de tunnelmonden aan de zuidkant van de Eastern Avenue.
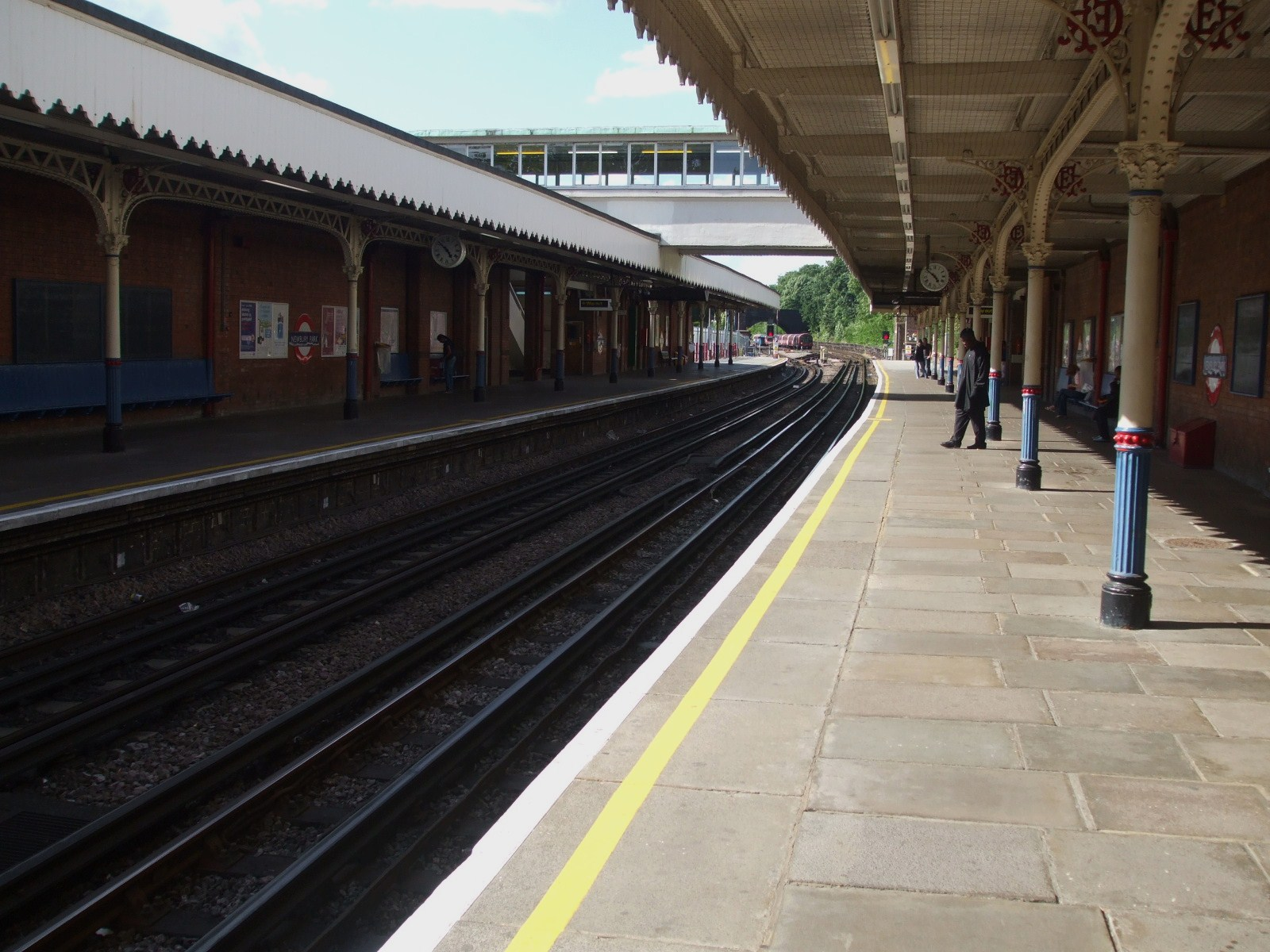
Sporen en perrons ter hoogte van de loopbrug.
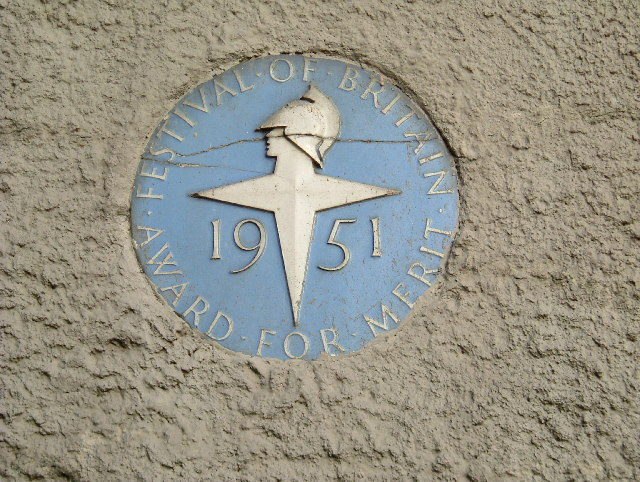
De plaquette van het Fesitival of Britain.

## Ligging en inrichting
Station Newbury Park ligt in Newbury Park, in 1903 the Horns geheten, in het noordoosten van Ilford in de Londense wijk Redbridge. Het werd gebouwd om de groeiende wijk Newbury Park te dienen, waar de eerste gebouwen, Birkbeck Estate, dateren uit de jaren 1880. De bouw van woningen en voorzieningen in het gebied kwam opgang toen de Eastern Avenue in 1920 door Newbury Park werd voltooid als een rondweg. Nabijgelegen instellingen zijn onder meer Oaks Park High School, Aldborough Primary School, St. Theresa rooms-katholieke kerk, Ilford War Memorial Gardens en het Holiday Inn Express Hotel. Metrostation Newbury Park heeft twee parkeergarages; de ene sluit aan op King George Avenue en de andere op Eastern Avenue. Op spoor niveau liggen er twee zijperrons met een Edwardiaanse perronkap die gedragen wordt door kolommen met GER-monogrammen aan de bovenkant. Deze waren toegankelijk vanuit een stationsgebouw, vergelijkbaar met Chigwell, dat aan de zuidkant boven de sporen was gebouwd. In het kader van het New Works Programme zou het station worden verbouwd tot een OV knooppunt met zowel metro als busdiensten. Hiertoe ontwierp Oliver Hill in 1937 een busstation en werd een loopbrug tussen busstation en perrons gebouwd. Door het uitbreken van de Tweede Wereldoorlog werd het werk vertraagd en na de oorlog werd alleen nog het busstation voltooid zodat de perrons in oorspronkelijke staat bleven. Het busstation werd  geopend op 6 juli 1949 en dient sindsdien als ingang van het station. Het gebouw wordt gekenmerkt door een met koper bedekt gewelfd dak en staat op de monumentenlijst. In 1951 werd de architectuurprijs van het Festival of Britain aan het busstation toegekend wat te zien is aan een plaquette in een van de bogen. Het stationsgebouw uit 1903 is in 1956 gesloopt om plaats te maken voor de verbreding van de Eastern Avenue. In 2009 besloot Transport for London (TfL) vanwege financiële beperkingen te stoppen met de ombouw van zes stations, waaronder Newbury Park, om ze rolstoeltoegankelijk te maken. Deze stations werden geschrapt omdat er al rolstoeltoegankelijke stations in de buurt waren en er relatief weinig potentiële reizigers waren. Op het moment dat de ombouw gestaakt werd was er al £ 4,6 miljoen uitgegeven aan Newbury Park. In 2017 kwam de burgemeester van Londen met een nieuw project om het aantal rolstoeltoegankelijke stations te vergroten. Hierbij kreeg elk perron een lift wat naar verwachting in het voorjaar van 2019 gereed zou zijn, het zat echter mee en in november 2018 waren ze operationeel.

## Reizigersdienst
De frequentie schommelt gedurende de dag, over het algemeen rijdt elke 5 minuten in westelijke richting tussen 05:20 en 23:54 en in oostelijke richting tussen 06:28 en 01:05 een metro. Normaal gesproken betreft het ritten tussen Hainault en Ealing Broadway , hoewel tijdens dienstonderbrekingen, metro's ook naar West Ruislip kunnen rijden. 
De normale dienst tijdens de daluren omvat: 
- 9 ritten per uur in westelijke richting naar Ealing Broadway
- 3 ritten per uur in westelijke richting naar White City
- 9 ritten per uur in oostelijke richting naar Hainault, waarvan 3 verder naar Woodford
- 3 ritten per uur, afkomstig uit White City, keren hier op het keerspoor tussen de doorgaande sporen.

Sinds augustus 2016 doet de Night Tube het station aan. Deze omvat op vrijdag- en zaterdagavond:
- 3 ritten per uur in oostelijke richting naar Hainault
- 3 ritten per uurin westelijke richting naar White City